# BibTeX
BibTeX er et værktøj til formatering af kildehenvisninger og bibliografier. BibTeX bruges normalt sammen med teksformateringssproget LaTeX. Indefor denne familie af tekstopsætningsprog bliver dens navn skrevet som {\displaystyle {\mathrm {B{\scriptstyle {IB}}\!T\!_{\displaystyle E}\!X} }}.
BibTex blev skabt af Oren Patashnik og Leslie Lamport i 1985. BibTeX gør det nemt at citere kilder på en konsekvent måde ved at separere den litterære information fra præsentationen af denne. Dette er det samme separationsprincip som LaTeX bruger.